# Йоргос Гудас
Йоргос Гудас (на гръцки: Γούδας Γεώργιος) е гръцки писател и историк краевед.

## Биография
Роден е в 1927 година в серското село Ивира в гръцко бежанско семейство от Източна Тракия. За първи път се изявява като автор през 1974 година. Пише стихове и проза, мемоари, публикува фолклорни произведения. Сътрудничи и на различни вестници и списания.
Умира в 2023 година.